# 星塵 (無綫電視劇)
《星塵》（英語：Stardust），是香港無綫電視於1982年製作的電視劇，監製是王天林，由李司棋、鄭裕玲、曾慶瑜、葉德嫻主演。

## 內容
述及四個影圈女星的故事：
- 姚韻（李司棋飾）：隸屬天皇電影公司，三屆影后，先後與導演文彬、演員邱彼得發生關係，後來結識了富家公子江繼祖，並且共諧連理。可是韻、彬依舊繼續著彼此不尋常的關係，使繼祖起疑心，請來私家偵探調查。後來東窗事發，繼祖開始冷落韻，經常花天酒地。剛好韻主演的作品票房江河日下，韻開始擔憂自己的星途。回到家，韻與繼祖再次爭執。韻還拿自殺來威脅，但繼祖不信，離家出走告終。就在此時韻決定吞下大量安眠藥，不治身亡。繼祖、彬知悉後，皆因此大為懊悔。

- 方婷（曾慶瑜飾）：與韻同屬天皇電影公司，剛入行即大紅，但常遭韻嫉妒和打壓。剛好演員彼得開始追求她，但身邊的人勸婷要小心彼得的為人，不過婷最終還是與彼得結了婚。果然結婚之後，彼得經常花天酒地，婷常與彼得起爭執，最終離婚收場。後來婷與友人合伙開設電影公司，惜經營不善而倒閉。婷欲找回彼得與之復合，哪知彼得依然死性不改。一晚婷痛苦萬分，一時衝動下吞下大量安眠藥，最終不治身亡。

- 舒敏（原型林翠；鄭裕玲飾）：與韻、婷同屬天皇公司，但一直未大紅大紫。哪知有一日有部新作品本是婷主演，卻適逢婷拍其他戲受傷，結果敏意外成為女主角。只是作品票房差強人意，卻因此獲鴻圖電影公司老板何鴻圖（原型陸運濤）嘗識，力邀她過檔。可是過檔不久，鴻圖因意外離世，而敏則被鴻圖的家人懷疑與鴻圖有染，並打壓敏。敏被迫回巢天皇，卻受到天皇上下冷嘲熱諷。敏本想退出影圈，剛好獲得導演徐錚（原型秦劍）追求，於是二人結婚。哪知敏發現錚本是好賭成性，且屢勸不改。就在賭債越滾越大下，錚選擇自殺身亡。敏跟隨前輩葉秋霞移居美國，退出影圈。

- 葉秋霞（葉德嫻飾）：影圈前輩，非常照顧敏和婷。丈夫張滔同為演員，可是染有毒癮。秋霞經常斥責滔，偏偏滔死性不改，還因此而鋃鐺入獄。秋霞一氣之下欲移民美國。

## 演員表
- 李司棋 飾 姚  韻
- 鄭裕玲 飾 舒  敏
- 曾慶瑜 飾 方  婷
- 葉德嫻 飾 葉秋霞
- 曾江 飾 江繼祖
- 陳欣健 飾 邱彼德
- 黃允財 飾 徐  錚
- 夏雨 飾 張  滔
- 鮑方 飾 文  彬
- 蘇杏璇  飾 文秀馨(方母)
- 梁珊 飾 姚　母
- 譚炳文 飾 舒慶松
- 李香琴 飾 陳金芳
- 關海山 飾 何鴻圖
- 江毅 飾 九  哥
- 張英才 飾 柯志輝
- 倫志文 飾 Anne
- 黃文慧 飾 高家麗
- 談泉慶 飾 張大文
- 秦煌 飾 張　非
- 吳家麗 飾 學生丙
- 曾楚霖 飾 大隻林
- 羅蘭 飾 尤校長
- 羅國維 飾 阿　超
- 林漪娸 飾 沈莎莎
- 上官玉 飾 沈莎莎母親
- 俞明 飾 仇偉天
- 佩雲 飾 陸　萍
- 駱恭 飾 電影公司老板 (天皇)
- 焦雄 飾 斌　哥
- 白茵 飾 小龍女
- 余慕蓮 飾 街坊 (第5集)、娟姐 (第8集)
- 譚玉瑛 飾 女學生影迷
- 艾威 飾 雄仔 (第7集)、舞蹈者 (第18集)
- 黎少芳（英语：Lai Siu-fong） 飾 修　女
- 麥子雲 飾 打手甲 (粵語片公司) (第11集)、德叔助手 (第20集)
- 何禮男 飾 打手乙 (粵語片公司)
- 麥大成 飾 售票員
- 陳安瑩 飾 何秘書 (鴻圖)
- 劉雅麗 飾 馬小玲
- 葉萍 飾 江　嫲
- 洪羅拔 飾 醫務助理
- 何貴林 飾 李製片
- 胡美儀 飾 女秘書 (鴻圖)
- 藍天 飾 德　叔
- 盧遠 飾 張　鏢
- 甘國衛 飾 蘇　登
- 陳勉良 飾 臨時演員 (第12集)、光仔 (第17集)
- 梁潔華 飾 林　燕
- 廖駿雄 飾 觀　眾
- 陳國權 飾 警員乙
- 譚一清 飾 班主
- 石堅 飾 方老板
- 曹濟 飾 酒客甲
- 何璧堅 飾 酒客乙
- 連偉健 飾 大　漢
- 李青山 飾 李　鵬
- 徐廣林 飾 外圍陳
- 朱璧汶 飾 影迷乙
- 潘宏彬 飾 酒　保

## 逸事
此劇其中女主角李司棋所飾演的姚韻，被指是影射已故女星林黛，因此無綫在本劇播畢後一個多月遭林黛丈夫龍繩勳控告誹謗其妻子。監製王天林對此指控作出否認，認為是對方過於敏感。最後事件以龍繩勳買下了此劇的播放權作結，而無綫亦承諾日後不會於香港重播此劇。另外，無綫為防相關事件再度發生，自1983年起規定所有自家制作的電視劇均需在播映時加上「本故事純屬虛構」的免責字句。在龍繩勳於2007年逝世之前，此劇不論在香港還是海外地區，均未曾在任何以無綫電視名義的電視頻道和點播平台重播或公開過。
2007年，馬來西亞Astro旗下的Astro華麗台首次播放此劇集，是此劇自首播以來首次在電視頻道上重播。
2023年5月13日至6月6日期間，電視廣播（國際）在旗下的YouTube頻道「香港 • 卡式 (HK Classic)」公開此劇，惟其未把中國內地、香港及澳門列入可點播地區。